# Gloeocapsa
Gloeocapsa is een geslacht uit de klasse van de cyanobacteriën (blauwgroene algen).

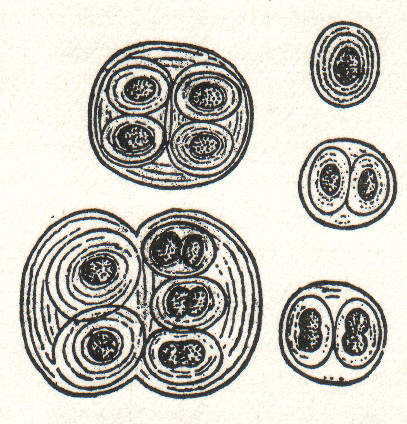

## Beschrijving
Gloeocapsa vormt groepen van kleine, ronde tot ovale cellen, die zoals alle cyanobacteriën, de kern en plastiden missen. De cellen kunnen groenachtig, blauwachtig of roodachtig tot paars van kleur zijn. Concentrische lagen rond individuele cellen of cellen die in groepen liggen, zijn brede, blarige, geleiachtige enveloppen. De omhulsels kunnen een gele, bruinachtige, oranje of paarse kleur krijgen door de opname van pigmenten, die dienen als UV-bescherming.

## Voortplanting
Ongeslachtelijke voortplanting vindt plaats door celdeling met drie onderling loodrechte delen. Celaggregaten kunnen fragmenteren. Seksuele voortplanting is afwezig in alle cyanobacteriën.

## Verspreiding
Gloeocapsa leeft planktisch en benthisch in meren en op vochtige aerofytische substraten zoals hout, stenen (die kunnen worden afgebroken) of mossen, maar ook in hete bronnen. De cyanobacteriën kunnen ook voorkomen als partner in symbiose van korstmossen.

## Soorten

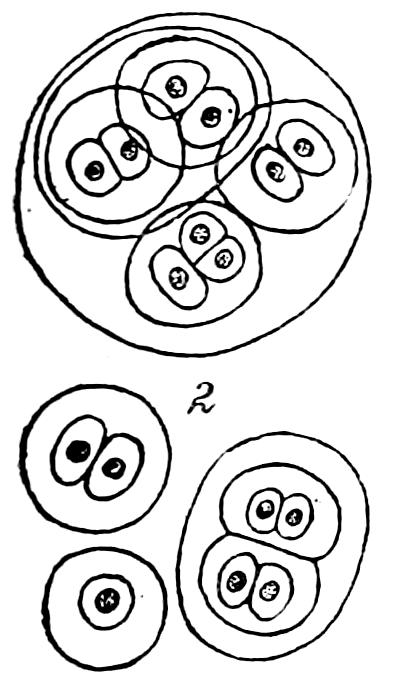
Gloeocapsa sanguinea
L. H. Pammel, 1910

- Gloeocapsa atrata
- Gloeocapsa coracina
- Gloeocapsa insignis
- Gloeocapsa opaca
- Gloeocapsa sanguinea
- Gloeocapsa thermalis